# Misogynie

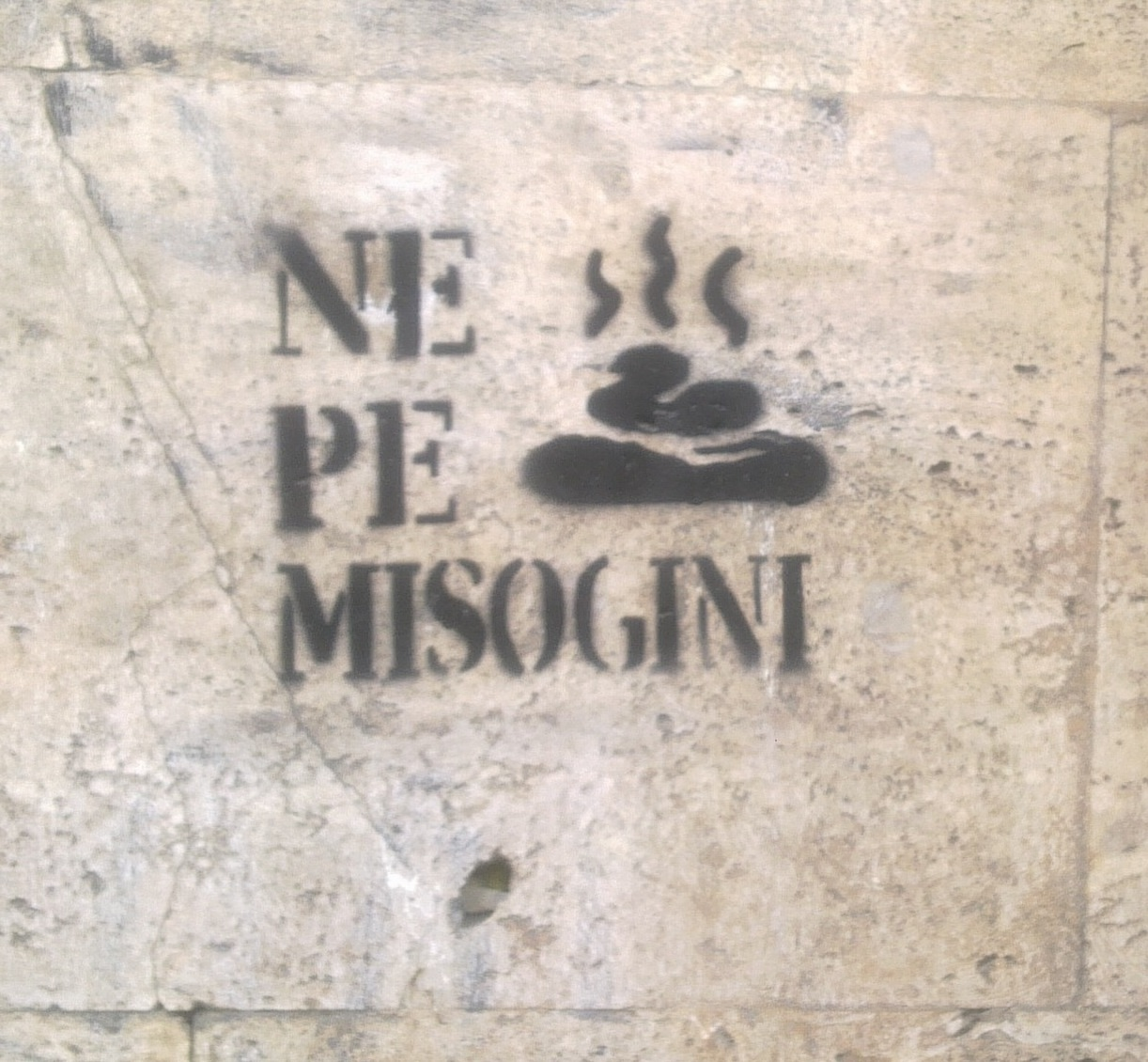
Graffiti anonyme à Bucarest (2013) : Nous conchions les misogynes.

La misogynie est un sentiment de mépris ou d'hostilité à l'égard des femmes motivé par leur sexe. C'est l'antonyme de philogynie. Dans certains cas, elle peut se manifester par des comportements violents de nature verbale, physique ou sexuelle, pouvant dans des cas extrêmes aller jusqu'au meurtre (féminicide). Le terme est sémantiquement antonymique à celui de misandrie (sentiment de mépris ou d'hostilité à l'égard d'un ou des hommes). Ce sentiment est ressenti par certains hommes et, à un degré beaucoup moindre, par certaines femmes.

## Étymologie
Le mot misogynie vient du grec ancien misosgyné. Il est formé des deux mots en grec ancien μῖσος / mîsos, « haine » et γυνή / gunế, « femme ».
Dans son Dictionnaire de philosophie, Christian Godin donne deux sens au mot misogynie :
1. « Détestation des femmes qui va de l'aversion pour leur corps au mépris pour leur comportement et leur personnalité » ;
2. « Point de vue de celui qui se refuse à admettre l'égalité entre les hommes et les femmes »[2].

## Langage
La misogynie peut passer inaperçue à la conscience lorsqu'elle est portée par le langage. Dans la langue française, par exemple, on peut remarquer que le mot « homme » peut être porteur d'ambiguïté car il est plurivoque étant donné qu'il désigne à la fois l'individu de sexe masculin et le genre humain, où le mot homme est synonyme de « les hommes » dans leur ensemble et désigne l'humanité entière, hommes et femmes.
Initialement, la règle qui prévalait pour les accords grammaticaux était la règle de proximité, puis, au XVIIe siècle, les grammairiens ont progressivement masculinisé l'écriture en édictant que « le masculin l'emporte sur le féminin », et font ou tentent de faire disparaitre des mots désignant les femmes (autrice, médecine, compositrice, etc.). En 1984, l'Académie française réfute l'existence du masculin et du féminin, qu'elle préfèrerait voir appeler respectivement « genre non marqué » et « genre marqué », le premier pouvant désigner tout groupe d'hommes, mixte ou de femmes, le second exclusivement les femmes. Cette position s'appuie selon des autrices féministes sur « certains arguments sans aucun fondement linguistique. Ils relèvent d’une position idéologique sous-jacente et parfois inconsciente de la dévaluation du féminin. Les noms d’humains, par exemple, sauf rares exceptions, alternent tous en genre selon le sexe, et la théorie du « genre non marqué » est éminemment discutable ». Elle pose la question de la misogynie de l'Académie française et, pour Éliane Viennot, reflète celle des personnes qui légitiment et justifient à travers le langage l'inégalité existant entre hommes et femmes.

## Discours
Darwin, dans son ouvrage The descent of Man, and selection in Relation to Sex, expose que les femmes sont moins exposées à la compétition dans la société et aboutit à la conclusion d'une infériorité aussi bien intellectuelle que physique des femmes dont les causes cependant ne sont en rien biologiques mais sociales et historiques. The descent of Man est traduit en français par La Filiation de l'homme. Son traducteur Patrick Tort explique que les théories de L'Origine des espèces relèvent de la biologie et concernent le monde du vivant animal et végétal et ne sont pas transposables à l'homme, être social façonné par la culture qui l'emporte sur la nature (biologique).

## Religions

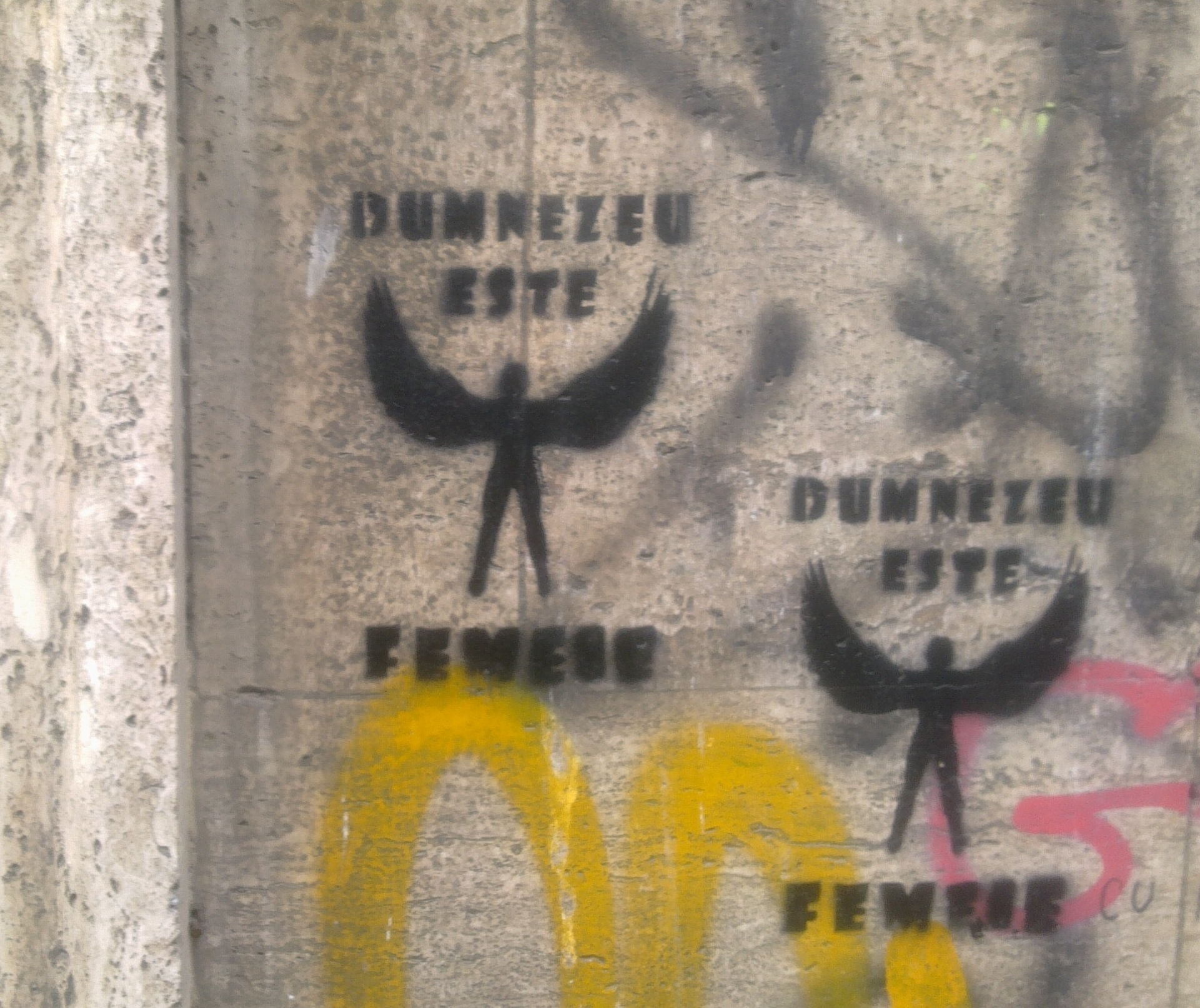
Graffiti anonyme à Bucarest (2013) : Dieu est femme.

Le reproche de misogynie adressé au texte biblique s'appuie sur le deuxième chapitre du livre I de la Genèse, qui donne la deuxième version de la création de l'être humain. Ce deuxième chapitre présente Adam, ayant été créé le premier puis Ève par la suite, venant en second pour lui servir de compagne, car Dieu pense qu'« il n'est pas bon que l'homme soit seul ». La femme, Ève, dans cette version de la création, est issue de l'une des côtes d'Adam : « de la côte qu'il avait tirée de l'homme, Dieu façonna une femme ».
Tandis que la première version du livre I, au chapitre 1 - première dans l'ordre de présentation du texte par conséquent - dit « Dieu créa l'homme à son image, et il les créa homme et femme ». Dans la tradition juive, la première version, « il les créa homme et femme » a donné lieu à de nombreux commentaires par les rabbins, qui souvent considèrent que cela signifie que le premier être était un androgyne, qui fut ensuite séparé en deux par l'opération de la côte. Il n'existe pas de prééminence de l'homme sur la femme de ce point de vue. Mais également, la coexistence de ces deux versions dans les deux passages du texte a donné lieu à la légende de Lilith, dans le courant de la Kabbale. Lilith étant, selon la légende, la première femme, précédant Ève. Bien que la Bible mentionne Lilith dans le livre d'Isaïe (34.14), cette unique référence ne dit rien à propos de la présupposée précédence de Lilith sur Ève énoncée par la légende.
Il semble que cette première version, « homme et femme à l'origine » a été éclipsée par la deuxième « de la côte qu'il avait tirée de l'homme, Dieu façonna une femme » dans la tradition de l'enseignement chrétien qui prévalut en Occident. D'où ce reproche né au sein de cette culture qui voit une connotation de misogynie dans cette version.
Ce même reproche de misogynie repose encore sur la version du rôle de la femme dans le récit du péché originel. Ève a été la première à céder à la tentation et se faisant tentatrice à son tour, c'est elle qui a incité l'homme à manger du fruit défendu et l'a entrainé à désobéir à Dieu et à pécher d'où s'ensuivirent tous les maux que connaît l'humanité par la suite.
Selon un point de vue féministe, appartenant à la tradition occidentale chrétienne par sa culture, cette conjonction des deux passages de la Bible, permet de doublement justifier la place inférieure de la femme dans la société : « non seulement elle avait son origine de l'homme, elle était aussi la cause de sa chute et de toutes ses misères ».

## Mouvement misogyne
De manière radicale, le mouvement appelé incel revendique le suprémacisme masculin et se caractérise par une misogynie violente. Ses partisans considèrent que les femmes en général, et les féministes en particulier, sont responsables de leurs frustrations sexuelles et affectives et sont très souvent animés par un désir de vengeance.

## Expressions de la misogynie
En ligne, la misogynie peut se manifester par de l'humour sexiste, des insultes, des menaces de viols ou de mort, du cyber harcèlement, du revenge porn, mais aussi de campagnes de dénigrement à l'égard de personnalités médiatiques. La misogynie peut aussi tuer (féminicide),

## Types spécifiques de misogynie
La misogynie peut se croiser avec d'autres oppressions systémiques comme le racisme, le validisme ou la transphobie. Ainsi, la misogynoir désigne l'oppression sexiste subie spécifiquement par les femmes noires,, et la transmisogynie l'oppression sexiste subie par les femmes trans,.